# Tracadie-Sheila (circonscription provinciale)
Circonscription électorale provinciale du Canada
Tracadie-Sheila est une ancienne circonscription électorale provinciale du Nouveau-Brunswick représentée à l'Assemblée législative entre 1995 et 2024.

## Géographie
La circonscription comprend:
- La municipalité régionale de Tracadie
- Les villages de Canton-des-Basques, Saumarez, Pont-Landry, Val-Comeau et Haut-Sheila
- Les communautés de Port-Lafrance, Rivière-du-Portage, Tracadie Beach, Pointe-à-Bouleau, Gauvreau, Losier Settlement et Brantville
- L'ancienne municipalité de Tracadie-Sheila

## Liste des députés
| Législature                                        | Années    | Député         | Député          | Parti                     |
| -------------------------------------------------- | --------- | -------------- | --------------- | ------------------------- |
| Tracadie-Sheila Circonscription issue de Tracadie  |           |                |                 |                           |
| 53e                                                | 1995-1999 |                | Elvy Robichaud  | Progressiste-conservateur |
| 54e                                                | 1999-2003 |                | Elvy Robichaud  | Progressiste-conservateur |
| 55e                                                | 2003-2006 |                | Elvy Robichaud  | Progressiste-conservateur |
| 56e                                                | 2006-2010 | Claude Landry  |                 | Progressiste-conservateur |
| 57e                                                | 2010-2014 | Claude Landry  |                 | Progressiste-conservateur |
| 58e                                                | 2014-2018 |                | Serge Rousselle | Libéral                   |
| 59e                                                | 2018-2020 | Keith Chiasson |                 | Libéral                   |
| 60e                                                | 2020-2024 | Keith Chiasson |                 | Libéral                   |
| Dissoute dans Tracadie et Baie-de-Miramichi—Neguac |           |                |                 |                           |